# ارو تاراستی
ارو تاراستی (انگلیسی: Eero Tarasti؛ زادهٔ ۲۷ سپتامبر ۱۹۴۸) استاددانشگاه و فیلسوف اهل فنلاند است.
وی همچنین برندهٔ جوایزی همچون دکترای افتخاری شده‌است.